# راشد بن محمد بن عساكر
راشد بن محمد بن عساكر باحث ومؤرخ سعودي، ينشر في جريدة (الرياض) السعودية، ويركّز في عنايته بتاريخ المملكة العربية السعودية على تاريخ مدينة الرياض ومنطقة نجد، وأصدر على مدى عقدين من الزمن العديد من المؤلفات التي تختص بتاريخ وتراث الدولة السعودية، كما قام بتحقيق عدد من المخطوطات والوثائق من التراث العربي ومن تراث أمراء وعلماء منطقة نجد والدولة السعودية.

## التعليم
حاصل على درجة الماجستير من قسم التاريخ في جامعة الإمام محمد بن سعود الإسلامية 2009. وكان موضوع رسالته: «بلدة منفوحة في عهد الدولة السعودية الأولى والثانية».
حاصل على شهادة الدكتوراه من قسم التاريخ في جامعة الملك سعود 2019م. وكان موضوع رسالته: «الحياة العلمية في مدينة الرياض (1240 - 1309هـ/ 1824 - 1891م) دراسة تاريخية».

## العمل
جامعة الملك سعود.

## إصداراته
1999: (الرياض الزاهر في تاريخ آل عساكر).
2003: (نبذة في أنساب أهل نجد) تأليف: جبر بن سيّار. [تحقيق ودراسة].
2004: (قوافل الحج المارة بالعارض من خلال وثيقة عثمانية أشارت إلى جد الأسرة السعودية وشيخ الدرعية سنة 981هـ). صدر عن دار درة التاج للنشر.
2005: (بواكير الوثائق والخطوط لبعض الأئمة من آل سعود). صدر عن دار درة التاج للنشر. ونشر فيه الباحث «مجموعة من الوثائق والرسائل والإمضاءات التي تمثل بواكير الخطوط التي كتبها بعض أفراد أسرة آل سعود المبرزين بأيديهم، أو التي تصدر عنهم مباشرة وبإملائهم، وأغلب هذه الوثائق ينشر لأول مرة».
2011: (منفوحة في عهد الدولة السعودية الأولى والثانية 1157-1309هـ: دراسة تاريخية حضارية). صدر عن دار درة التاج للنشر.
2011: (الأعمال الخيرية والأوقاف الشرعية في نجد للشيخ قاسم بن محمد آل ثاني).
2012: (المخطوطات النجدية في الخزانة الشاويشية). قدّم له الشيخ زهير الشاويش.
2012: (الأوقاف الشرعية والأعمال الخيرية للملك عبد العزيز في مدينة الرياض: دراسة وثائقية).
2017: (تاريخ المساجد والأوقاف القديمة في بلد الدرعية إلى عام 1373هـ). قدّم له خادم الحرمين الشريفين الملك سلمان بن عبد العزيز آل سعود. ويتألف هذا الكتاب من 633 صفحة تستهلها «مقدمة شاملة كتبها خادم الحرمين الشريفين بنفسه، بين فيها أهمية المسجد وعظم مكانته، ثم مقدمة للمؤلف ذكر فيها محتويات الكتاب الذي يشتمل على خمسة فصول، وأرفق معها بعض الصور والوثائق، وقائمة بالمصادر والمراجع وفهرس بالأمكنة والأعلام».
2017: (أيام العرب في الجاهلية) تأليف أبو عبيدة معمر بن المثنى، جمع واختيار إبراهيم بن صالح العيسى [أعده للنشر].
2017: (التحفة الوضية في الأسانيد العالية المرضية المتصلة بصفوة الأمة المرحومة المحمدية) تأليف عثمان بن منصور النجدي الحنبلي [أعده وقدم له].
2017: (قصيدة ذات الفروع في نسب بني إسماعيل، شرح عالم مجهول) تأليف: محمد بن عبد الله بن حمزة. [تحقيق].
2018: (سيرة بني حنيفة في حروب الردة) تأليف: سليمان بن محمد بن سحيم النجدي. [تحقيق].